# Jonas Hilti
Jonas Hilti (* 22. März 2000) ist ein liechtensteinischer Fussballspieler.

## Karriere

### Verein
In seiner Jugend spielte Hilti für den FC Schaan und den FC Vaduz. Derzeit ist er für die zweite Mannschaft des Hauptstadtklubs aktiv.

### Nationalmannschaft
Hilti durchlief mehrere liechtensteinische U-Nationalmannschaften, bevor er am 25. September 2022 bei der 0:2-Niederlage gegen Moldawien im Rahmen der UEFA Nations League nach später Einwechslung sein Debüt für die A-Nationalmannschaft gab.